# Жечиця (Пулавський повіт)
Жечиця (пол. Rzeczyca) — село в Польщі, у гміні Казімеж-Дольний Пулавського повіту Люблінського воєводства.
Населення — 459 осіб (2011).
У 1975-1998 роках село належало до Люблінського воєводства.

## Демографія
Демографічна структура станом на 31 березня 2011 року:
|          | Загалом | Допрацездатний вік | Працездатний вік | Постпрацездатний вік |
| -------- | ------- | ------------------ | ---------------- | -------------------- |
| Чоловіки | 235     | 59                 | 148              | 28                   |
| Жінки    | 224     | 42                 | 129              | 53                   |
| Разом    | 459     | 101                | 277              | 81                   |